# McRoberts (Kentucky)
McRoberts é uma Região censo-designada localizada no estado americano de Kentucky, no Condado de Letcher.

## Demografia
Segundo o censo americano de 2000, a sua população era de 921 habitantes.

## Geografia
De acordo com o United States Census Bureau tem uma área de
14,1 km², dos quais 14,1 km² cobertos por terra e 0,0 km² cobertos por água.

## Localidades na vizinhança
O diagrama seguinte representa as localidades num raio de 20 km ao redor de McRoberts.